# Londesborough
Londesborough är en ort och civil parish i Storbritannien.   Den ligger i kommunen East Riding of Yorkshire och riksdelen England, i den centrala delen av landet, 270 km norr om huvudstaden London. Londesborough ligger 34 meter över havet och antalet invånare är 182.
Terrängen runt Londesborough är platt. Runt Londesborough är det ganska tätbefolkat, med 139 invånare per kvadratkilometer. Närmaste större samhälle är Beverley, 17,5 km öster om Londesborough. Trakten runt Londesborough består till största delen av jordbruksmark.